# كوليباردو
كوليباردو  هي كومونا في مقاطعة فروزينوني في منطقة لاتسيو الإيطالية، وتقع على بعد حوالي 70 كم شرق روما وحوالي 15 كم شمال فروزينوني .

## تاريخها
يشهد وجود الجدران القديمة متعددة الأضلاع ("الجدران البيلاسكية") الوجود البشري في المنطقة منذ العصور القديمة، على الرغم من أنه من المحتمل أن تكون المستوطنة الحالية قد تأسست في القرن السادس الميلادي في عهد ثيودوريك العظيم . ينتمي كوليباردو إلى عائلة كولونا بعد عهد البابا مارتن الخامس (1422).

## المعالم السياحية الرئيسية
- كهوف كوليباردو، مجموعة من الكهوف الكارستية
- بئر دا انتولو، حفرة في مونتي إرنيسي
- جياردينو بوتانيكو دي كوليباردو
- تشارتوس تريسولتي، نصب تذكاري وطني

## روابط خارجية
- الموقع الرسمي